# Leptoscyphus diversifolius
Leptoscyphus diversifolius là một loài rêu tản trong họ Geocalycaceae. Loài này được (Gottsche) S.W. Arnell miêu tả khoa học lần đầu tiên năm 1962.